# Clathria menoui
Clathria menoui är en svampdjursart som beskrevs av Hooper och Claude Lévi 1993. Clathria menoui ingår i släktet Clathria och familjen Microcionidae. Inga underarter finns listade i Catalogue of Life.